# Gabriel Mutombo
Gabriel Mutombo Kupa (Villeurbanne, 19 gennaio 1996) è un calciatore francese, difensore del Ratchaburi.

## Caratteristiche tecniche
È un difensore centrale.

## Carriera
Cresciuto nel settore giovanile dell'Olympique Lione, dopo una stagione nel Saint-Priest nel 2013 si accasa all'Angers dove gioca per tre stagioni nella squadra riserve in Championnat de France amateur 2. Nel 2016 passa in prestito al CA Bastia in Championnat National con cui gioca 25 incontri fra campionato e coppa nazionale, segnando due reti.
L'anno seguente si trasferisce in prestito all'Orléans, con cui gioca per la prima volta in Ligue 2; al termine della stagione viene acquistato a titolo definitivo dal club giallorosso, con cui rimarrà per ulteriori due stagioni. Il 7 agosto 2020 viene ceduto al Troyes.
Il 25 gennaio 2022 viene ceduto in prestito alla Vilafranquense.

## Statistiche
Statistiche aggiornate al 17 febbraio 2021.

### Presenze e reti nei club
| Stagione        | Squadra         | Campionato      | Campionato | Campionato | Coppe nazionali | Coppe nazionali | Coppe nazionali | Coppe continentali | Coppe continentali | Coppe continentali | Altre coppe | Altre coppe | Altre coppe | Totale | Totale | Totale |
| Stagione        | Squadra         | Comp            | Pres       | Reti       | Comp            | Pres            | Reti            | Comp               | Pres               | Reti               | Comp        | Pres        | Reti        | Pres   | Reti   |        |
| --------------- | --------------- | --------------- | ---------- | ---------- | --------------- | --------------- | --------------- | ------------------ | ------------------ | ------------------ | ----------- | ----------- | ----------- | ------ | ------ | ------ |
| 2013-2014       | Angers 2        | CFA2            | 12         | 1          |                 | -               | -               |                    | -                  | -                  |             | -           | -           | 12     | 1      |        |
| 2014-2015       | Angers 2        | CFA2            | 20         | 1          |                 | -               | -               |                    | -                  | -                  |             | -           | -           | 20     | 1      |        |
| 2015-2016       | Angers 2        | CFA2            | 20         | 1          |                 | -               | -               |                    | -                  | -                  |             | -           | -           | 20     | 1      |        |
| Totale Angers 2 | Totale Angers 2 | Totale Angers 2 | 52         | 3          |                 | -               | -               |                    | -                  | -                  |             | -           | -           | 52     | 3      |        |
| 2016-2017       | CA Bastia       | N               | 21         | 2          | CF              | 4+0             | 0               |                    | -                  | -                  |             | -           | -           | 25     | 2      |        |
| 2017-2018       | Orléans 2       | N3              | 3          | 0          |                 | -               | -               |                    | -                  | -                  |             | -           | -           | 3      | 0      |        |
| 2017-2018       | Orléans         | L2              | 16         | 1          | CF+CdL          | 1+0             | 0               |                    | -                  | -                  |             | -           | -           | 17     | 1      |        |
| 2018-2019       | Orléans         | L2              | 31         | 2          | CF+CdL          | 4+3             | 0               |                    | -                  | -                  |             | -           | -           | 38     | 2      |        |
| 2019-2020       | Orléans         | L2              | 19         | 0          | CF+CdL          | 1+2             | 0               |                    | -                  | -                  |             | -           | -           | 22     | 0      |        |
| Totale Orléans  | Totale Orléans  | Totale Orléans  | 66         | 3          |                 | 11              | 0               |                    | -                  | -                  |             | -           | -           | 77     | 3      |        |
| 2020-2021       | Troyes          | L2              | 12         | 0          | CF              | 1               | 0               |                    | -                  | -                  |             | -           | -           | 13     | 0      |        |
| Totale carriera | Totale carriera | Totale carriera | 154        | 8          |                 | 16              | 0               |                    | -                  | -                  |             | -           | -           | 170    | 8      |        |

## Palmarès

### Club

#### Competizioni nazionali
- Campionato francese di seconda divisione: 1

Troyes: 2020-2021